# Circoscrizione Scozia
La circoscrizione Scozia è stata una circoscrizione elettorale per l'elezione dei membri del Parlamento europeo spettanti al Regno Unito. È stata abolita il 31 gennaio 2020 con l'uscita del Regno Unito dall'Unione europea ed al momento della soppressione eleggeva 6 deputati.

## Confini
I confini della circoscrizione erano i medesimi della Scozia, una delle quattro Nazioni del Regno Unito.

## Storia
La circoscrizione fu creata in conseguenza dell'European Parliamentary Elections Act 1999, per sostituire tutti i collegi uninominali, che erano Glasgow, Highlands and Islands, Lothians, Mid Scotland and Fife, North East Scotland, South of Scotland, Strathclyde East e Strathclyde West. Dato che il Regno Unito votò per lasciare l'Unione europea nel 2016, la circoscrizione è stata abolita una volta terminato il processo di uscita.

## Eurodeputati eletti
| Eurodeputati per la Scozia, dal 1999 in avanti | Eurodeputati per la Scozia, dal 1999 in avanti | Eurodeputati per la Scozia, dal 1999 in avanti | Eurodeputati per la Scozia, dal 1999 in avanti | Eurodeputati per la Scozia, dal 1999 in avanti | Eurodeputati per la Scozia, dal 1999 in avanti | Eurodeputati per la Scozia, dal 1999 in avanti | Eurodeputati per la Scozia, dal 1999 in avanti | Eurodeputati per la Scozia, dal 1999 in avanti | Eurodeputati per la Scozia, dal 1999 in avanti | Eurodeputati per la Scozia, dal 1999 in avanti |
| ---------------------------------------------- | ---------------------------------------------- | ---------------------------------------------- | ---------------------------------------------- | ---------------------------------------------- | ---------------------------------------------- | ---------------------------------------------- | ---------------------------------------------- | ---------------------------------------------- | ---------------------------------------------- | ---------------------------------------------- |
| Elezione                                       |                                                | 1999 (5° Parlamento)                           |                                                | 2004 (6° Parlamento)                           |                                                | 2009 (7° Parlamento)                           |                                                | 2014 (8° Parlamento)                           |                                                |                                                |
| Dep. Partito                                   |                                                | John Purvis Conservatore                       | John Purvis Conservatore                       | John Purvis Conservatore                       | Seggio abolito                                 | Seggio abolito                                 | Seggio abolito                                 | Seggio abolito                                 | Seggio abolito                                 |                                                |
| Dep. Partito                                   |                                                | Struan Stevenson Conservatore                  | Struan Stevenson Conservatore                  | Struan Stevenson Conservatore                  | Struan Stevenson Conservatore                  | Struan Stevenson Conservatore                  |                                                | Ian Duncan Conservatore                        |                                                |                                                |
| Dep. Partito                                   |                                                | Ian Hudghton SNP                               | Ian Hudghton SNP                               | Ian Hudghton SNP                               | Ian Hudghton SNP                               | Ian Hudghton SNP                               | Ian Hudghton SNP                               | Ian Hudghton SNP                               |                                                |                                                |
| Dep. Partito                                   |                                                | Neil MacCormick SNP                            |                                                | Alyn Smith SNP                                 | Alyn Smith SNP                                 | Alyn Smith SNP                                 | Alyn Smith SNP                                 | Alyn Smith SNP                                 |                                                |                                                |
| Dep. Partito                                   |                                                | Elspeth Attwooll Liberal Democratici           | Elspeth Attwooll Liberal Democratici           | Elspeth Attwooll Liberal Democratici           |                                                | George Lyon Liberal Democratici                |                                                | David Coburn UKIP                              |                                                |                                                |
| Dep. Partito                                   |                                                | David Martin Laburista                         | David Martin Laburista                         | David Martin Laburista                         | David Martin Laburista                         | David Martin Laburista                         | David Martin Laburista                         | David Martin Laburista                         |                                                |                                                |
| Dep. Partito                                   |                                                | Catherine Stihler Laburista                    | Catherine Stihler Laburista                    | Catherine Stihler Laburista                    | Catherine Stihler Laburista                    | Catherine Stihler Laburista                    | Catherine Stihler Laburista                    | Catherine Stihler Laburista                    |                                                |                                                |
| Dep. Partito                                   |                                                | Bill Miller Laburista                          | Seggio abolito                                 | Seggio abolito                                 | Seggio abolito                                 | Seggio abolito                                 | Seggio abolito                                 | Seggio abolito                                 | Seggio abolito                                 |                                                |